# Kazanjski Kanat
Kazanjski Kanat (tatarski: Казан ханлыгы, rus. Казанское ханство) bila je srednjovekovna država Tatara, jedna od nasljednica Zlatne Horde, na mjestu gdje je bila Povolška Bugarska. 
Postojao je od 1438. do osvajanja Ivana Groznog 1552. Obuhvaćao je: Tatarstan, Marij El, Čuvašiju, Mordoviju i dijelove Udmurtije i Baškortostana. Prijestolnica je bio Kazanj.
Volga, Kama i Vjatka bile su glavne rijeke kanata, kao i glavne trgovačke rute. Većina stanovništva bili su Kazanjski Tatari (tj. Muslimanski Bolgari koji su prihvatili tatarski jezik). Njihov identitet nije bio ograničen samo na Tatare; mnogi su se identificirali kao muslimani ili kao "stanovnici Kazanja". Islam je bio državna religija.
Tijekom svoje povijesti, kanat je bio sklon građanskim previranjima i borbama za prijestolje. Kan se mijenjao 19 puta u 115 godina. Bilo je ukupno petnaest vladajućih kana, od kojih su neki više puta uzlazili na prijestolje. 
U kolovozu 1552. godine, snage Ivana Groznoga, koje su djelovale iz ruskog dvorca Svijažska, opsjedale su Kazanj. Rusi su porazili tatarske unutrašnje trupe, spalili Arču i neke dvorce. Dana, 3. listopada, nakon dva mjeseca opsade i uništavanja zidina kaštela, Rusi su ušli u grad. Neki branitelji uspjeli su pobjeći, ali većina je stradala.
Nakon pada Kazanja, teritoriji poput Udmurtije i Baškorstana pristupili su Rusiji bez sukoba. Administracija kanata je izbrisana; proruski i neutralni plemići zadržali su svoje posjede, a ostali su pogubljeni. Tatari su potom preseljeni daleko od rijeka, cesta i Kazanja. Slobodne zemlje su naseljavali Rusi, a ponekad i proruski Tatari. Pravoslavni biskupi kao što je Germogen prisilno su krstili mnoge Tatare.